# Minimum Maundera

Minimum Maundera na tle obserwowanej liczby plam słonecznych w latach 1610–2000

Minimum Maundera – okres trwający około 72 lata od 1645 do 1717 roku, podczas którego powstało  znacznie mniej raportów dotyczących plam słonecznych w porównaniu z pierwszą połową XVII wieku. Nazwany na cześć angielskiego astronoma Edwarda W. Maundera.

## Obserwacje
Podczas Minimum Maundera plamy na Słońcu obserwowali w Paryżu Jean Picard (do 1682 roku) i Philippe de La Hire (przed 1718 rokiem), a także John Flamsteed w latach 1676 i 1684 w Londynie oraz Jan Heweliusz w Gdańsku, który wyniki swoich obserwacji opisał w Machina Coelestis (1679).
To głównie na spostrzeżeniach tych astronomów oparł swoją pracę Spörer, publikując listę wszystkich zaobserwowanych od 1672 roku plam słonecznych, które udało mu się zebrać. Plamy widoczne podczas Minimum Maundera obserwowano przeważnie na południowej półkuli Słońca i dopiero na początku XVIII wieku pojawiły się ponownie na północnej.

### Mała epoka lodowa
Minimum Maundera pokrywa się w czasie ze środkowym i najchłodniejszym okresem tzw. małej epoki lodowej. Ponieważ okresy zwiększonej liczby plam na Słońcu są równoczesne z nieznacznym zwiększeniem wartości stałej słonecznej, klimatolodzy zastanawiają się nad związkami zakresu tych zmian ze zmianami klimatu na Ziemi.

### Zorze
W okresie trwania minimum Maundera zaobserwowano mniej zórz polarnych niż przedtem.

## Datowanie radiowęglowe

Okresy aktywności Słońca według zapisu radiowęglowego. Dane od 1950 roku nie są pokazane.

Zmiany aktywności Słońca wpływają na wielkość strumienia cząstek promieniowania kosmicznego, wytwarzających w atmosferze promieniotwórczy węgiel z azotu atmosferycznego i magazynowany potem przez rośliny. Skala tej zmienności wprowadza błąd w wynikach datowania radiowęglowego. Jeszcze większe zmiany powodują wahania siły ziemskiego pola magnetycznego, w skalach czasowych rzędu kilku tysięcy lat.
Pomiary obfitości izotopu 14C w przyrostach rocznych drzew pozwalają wnioskować o występowaniu minimów aktywności słonecznej w przeszłości. Zmniejszona zawartość tego izotopu koreluje z obserwowanym w latach 1790–1830 minimum Daltona. Wyodrębniono i nazwano także wcześniejsze takie okresy, m.in. minimum Spörera (1420–1570) i Wolfa (przełom XIII i XIV wieku). Badania radiowęglowe wskazują, iż w ciągu ostatnich 8000 lat było 18 takich minimów.

## Inne obserwacje
Z publikacji, w której oszacowano wielkość tempa rotacji Słońca w 1684 roku na podstawie obserwacji przeprowadzonych przez Johna Flamsteeda – założyciela obserwatorium astronomicznego w Greenwich, może wynikać, że prędkość rotacji była wówczas mniejsza. Zmiany prędkości rotacji stwierdzono jednak i w innych okresach, zaś wyniki poszczególnych oszacowań są różne.